# Bivektor
In der Mathematik ist ein Bivektor eine Summe von Summanden der Form {\displaystyle u_{i}\wedge v_{i}} mit Vektoren {\displaystyle u_{i},v_{i}}. Formal handelt es sich um Elemente der äußeren Algebra {\displaystyle \Lambda ^{2}V} eines Vektorraums {\displaystyle V}. 
Dabei ist 
- {\displaystyle u\wedge v=-v\wedge u} und insbesondere {\displaystyle u\wedge u=0},
- {\displaystyle (u\wedge v)\wedge w=u\wedge (v\wedge w)},
- {\displaystyle u\wedge (av+bw)=au\wedge v+bu\wedge w} für Körperelemente {\displaystyle a,b}.

Aus {\displaystyle u=ae_{1}+be_{2},v=ce_{1}+de_{2}} für Vektoren {\displaystyle e_{1},e_{2}} und Körperelemente {\displaystyle a,b,c,d} folgt
{\displaystyle u\wedge v=\mathrm {det} \left({\begin{array}{cc}a&b\\c&d\end{array}}\right)e_{1}\wedge e_{2}}.
Falls {\displaystyle e_{1},e_{2}} Vektoren der Standardbasis sind, ist der Vorfaktor der rechten Seite also der Flächeninhalt des von {\displaystyle u} und {\displaystyle v} aufgespannten Parallelogramms. 
Für {\displaystyle \mathrm {dim} \,V\leq 3} kann man jeden Bivektor als {\displaystyle u\wedge v} mit {\displaystyle u,v\in V} zerlegen. In höherdimensionalen Vektorräumen benötigt man im Allgemeinen mehrere Summanden.

## Bivektorfelder auf Mannigfaltigkeiten
Sei {\displaystyle M} eine differenzierbare Mannigfaltigkeit, dann bezeichnet {\displaystyle \wedge ^{2}TM} den Raum der Bivektoren auf {\displaystyle M}. {\displaystyle \wedge ^{2}TM} ist ein Vektorbündel über {\displaystyle M}. Ein Bivektorfeld {\displaystyle \pi :M\to \wedge ^{2}TM} ist eine Abbildung, welche jedem Punkt {\displaystyle m\in M} einen Bivektor {\displaystyle \pi (m)\in \wedge ^{2}TM} zuordnet. Der Raum der Bivektorfelder wird mit {\displaystyle \Gamma (\wedge ^{2}TM)} notiert.